# Амуссу, Карл
Карл Амуссу́ (фр. Karl Amoussou; 21 ноября 1985, Драгиньян) — французский боец смешанного стиля, представитель средней и полусредней весовых категорий. Выступает на профессиональном уровне начиная с 2006 года, известен по участию в турнирах таких бойцовских организаций как Bellator, Strikeforce, M-1 Global, Cage Warriors. Победитель гран-при шестого сезона Bellator, чемпион Cage Warriors в полусреднем весе.

## Биография
Карл Амуссу родился 21 ноября 1985 года в коммуне Драгиньян департамента Вар. Его отец, приехавший во Францию из Сенегала, практиковал карате и с детства привил сыну любовь к единоборствам. Позже начал серьёзно заниматься дзюдо, проходил подготовку под руководством старшего брата Бертрана, бронзового призёра чемпионата Европы по дзюдо, участника бойцовского турнира Pride Fighting Championships. Прежде чем начать карьеру бойца, Карл работал агентом под прикрытием, боролся с организованной преступностью, с наркоторговцами и ворами.
Дебютировал в смешанных единоборствах на профессиональном уровне в мае 2006 года, на турнире в Швейцарии вышел против довольно сильного бразильского бойца Марселлу Саласара, обладателя чёрного пояса по бразильскому джиу-джитсу, их поединок продлился два раунда и завершился ничьей. В дальнейшем сделал серию из пяти побед подряд, в том числе с помощью «рычага локтя» заставил сдаться перспективного российского проспекта Александра Яковлева, начал сотрудничать с английским промоушеном Cage Warriors и российской организацией M-1 Global. В период 2007—2009 годов являлся штатным бойцом М-1, выступал на турнирах в России, Голландии, Японии, Финляндии, США. Наиболее значимое достижение в этот период — победа нокаутом за 18 секунд над россиянином Дмитрием Самойловым.
В 2010 году Амуссу выступил на турнире крупной американской организации Strikeforce, встретился здесь с представителем Южной Африки Тревором Прэнгли, но из-за непреднамеренного тычка пальцем в глаз в их поединке была зафиксирована ничья. Также дрался на турнире японской организации Dream, где единогласным решением судей уступил опытному японцу Кадзухиро Накамуре. Пытался пройти кастинг популярного бойцовского реалити-шоу The Ultimate Fighter, но не подошёл им по весу.
Имея в послужном списке двенадцать побед и только три поражения, в 2011 году Карл Амуссу привлёк к себе внимание большой американской организации Bellator Fighting Championships и подписал с ней долгосрочное соглашение. Тем не менее, его дебют здесь оказался неудачным, в близком бою раздельным решением он проиграл Сэму Алви. В дальнейшем, однако, одержал победу техническим нокаутом над Хесусом Мартинесом и стал участником гран-при шестого сезона Bellator полусреднего веса. На стадиях четвертьфиналов и полуфиналов взял верх над Крисом Лоцано и Дэвидом Рикелсом соответственно, тогда как в решающем финальном поединке встретился с Брайаном Бейкером и заставил его сдаться, применив обратное скручивание пятки — этот приём был признан лучшим приёмом 2012 года в Bellator.
Выиграв гран-при, Амуссу удостоился права оспорить титул чемпиона Bellator, который на тот момент принадлежал непобеждённому Бену Аскрену. В итоге Аскрен сильно избил французского бойца, и после трёх раундов врач запретил тому продолжать поединок. Впоследствии Карл Амуссу провёл в США ещё три боя, выиграл у малоизвестного Дэвида Гомеса, но проиграл единогласным решением Полу Брэдли и Фернандо Гонсалесу, после чего был уволен из организации.
Начиная с 2015 года выступает преимущественно в Европе в различных менее престижных промоушенах — во всех случаях неизменно выходил из поединков победителем. В феврале 2017 года завоевал вакантный титул чемпиона Cage Warriors в полусредней весовой категории.

## Статистика в профессиональном ММА
| Боёв 33  | Побед 23 | Поражений 8 |
| -------- | -------- | ----------- |
| Нокаутом | 6        | 2           |
| Сдачей   | 13       | 0           |
| Решением | 4        | 6           |
| Ничьи    | 2        | 2           |

| Результат | Рекорд | Соперник                      | Способ                             | Турнир                                     | Дата             | Раунд | Время | Место                   | Примечание                                                         |
| --------- | ------ | ----------------------------- | ---------------------------------- | ------------------------------------------ | ---------------- | ----- | ----- | ----------------------- | ------------------------------------------------------------------ |
| Поражение | 24-8-2 | Доминик Стил                  | Единогласное решение               | Cage Warriors 89                           | 25 ноября 2017   | 3     | 5:00  | Антверпен, Бельгия      | Бой в промежуточном весе 78,4 кг; Стил не сделал вес.              |
| Победа    | 24-7-2 | Мэтт Инмен                    | TKO (удары руками)                 | Cage Warriors 80                           | 18 февраля 2017  | 2     | 1:42  | Лондон, Англия          | Выиграл вакантный титул чемпиона Cage Warriors в полусреднем весе. |
| Победа    | 23-7-2 | Юхо Валамаа                   | KO (удар рукой)                    | EuroFC 1                                   | 1 октября 2016   | 1     | 3:44  | Эспоо, Финляндия        |                                                                    |
| Победа    | 22-7-2 | Джованни Мелилло              | TKO (удары)                        | Venator FC III                             | 21 мая 2016      | 1     | 4:51  | Милан, Италия           |                                                                    |
| Победа    | 21-7-2 | Хакон Фосс                    | Сдача (скручивание пятки)          | Venator FC II                              | 13 декабря 2015  | 1     | 0:52  | Римини, Италия          |                                                                    |
| Победа    | 20-7-2 | Абдулмажид Магомедов          | Сдача (рычаг локтя)                | Abu Dhabi Warriors 3                       | 3 октября 2015   | 1     | 3:43  | Абу-Даби, ОАЭ           |                                                                    |
| Победа    | 19-7-2 | Флорент Беторангаль           | Сдача (скручивание пятки)          | WWFC: Cage Encounter 4                     | 19 сентября 2015 | 1     | 3:03  | Париж, Франция          |                                                                    |
| Победа    | 18-7-2 | Фелипе Сальвадор Нсуе Аиюгоно | Сдача (рычаг локтя)                | Fightor 1: Lister vs. Knaap                | 17 января 2015   | 3     | 3:26  | Шарлеруа, Бельгия       |                                                                    |
| Поражение | 17-7-2 | Фернандо Гонсалес             | Единогласное решение               | Bellator 122                               | 25 июля 2014     | 3     | 5:00  | Темекьюла, США          |                                                                    |
| Победа    | 17-6-2 | Дэвид Гомес                   | Раздельное решение                 | Bellator 117                               | 18 апреля 2014   | 3     | 5:00  | Каунсил-Блафс, США      |                                                                    |
| Поражение | 16-6-2 | Пол Брэдли                    | Единогласное решение               | Bellator 104                               | 18 октября 2013  | 3     | 5:00  | Сидар-Рапидс, США       |                                                                    |
| Поражение | 16-5-2 | Бен Аскрен                    | TKO (остановлен врачом)            | Bellator 86                                | 24 января 2013   | 3     | 5:00  | Такервилл, США          | Бой за титул чемпиона Bellator в полусреднем весе.                 |
| Победа    | 16-4-2 | Брайан Бейкер                 | Сдача (обратное скручивание пятки) | Bellator 72                                | 20 июля 2012     | 1     | 0:56  | Тампа, США              | Финал гран-при 6 сезона Bellator полусреднего веса.                |
| Победа    | 15-4-2 | Дэвид Рикелс                  | Раздельное решение                 | Bellator 69                                | 18 мая 2012      | 3     | 5:00  | Лейк-Чарльз, США        | Полуфинал гран-при 6 сезона Bellator полусреднего веса.            |
| Победа    | 14-4-2 | Крис Лоцано                   | Сдача (удушение сзади)             | Bellator 63                                | 30 марта 2012    | 1     | 2:05  | Анкасвилл, США          | Четвертьфинал гран-при 6 сезона Bellator полусреднего веса.        |
| Победа    | 13-4-2 | Хесус Мартинес                | TKO (удары руками)                 | Bellator 59                                | 26 ноября 2011   | 1     | 2:20  | Атлантик-Сити, США      | Бой в промежуточном весе 175 lb.                                   |
| Поражение | 12-4-2 | Сэм Алви                      | Раздельное решение                 | Bellator 45                                | 21 мая 2011      | 3     | 5:00  | Лейк-Чарльз, США        |                                                                    |
| Победа    | 12-3-2 | Натан Шутерен                 | Раздельное решение                 | Pancrase Fighting Championship 3           | 2 апреля 2011    | 2     | 5:00  | Марсель, Франция        |                                                                    |
| Поражение | 11-3-2 | Кадзухиро Накамура            | Единогласное решение               | Dream 15                                   | 10 июля 2010     | 2     | 5:00  | Сайтама, Япония         |                                                                    |
| Ничья     | 11-2-2 | Тревор Прэнгли                | Техническая ничья (тычок в глаз)   | Strikeforce Challengers: Kaufman vs. Hashi | 26 февраля 2010  | 1     | 4:14  | Сан-Хосе, США           |                                                                    |
| Победа    | 11-2-1 | Джон Дойл                     | Сдача (удушение сзади)             | M-1 Global: Breakthrough                   | 28 августа 2009  | 1     | 3:15  | Канзас-Сити, США        |                                                                    |
| Победа    | 10-2-1 | Кадзухиро Хаманака            | KO (летучее колено)                | M-1 Challenge 14: Japan                    | 29 апреля 2009   | 1     | 0:23  | Токио, Япония           |                                                                    |
| Победа    | 9-2-1  | Грегори Бабен                 | Сдача (пычаг локтя)                | 100 Percent Fight 1                        | 10 января 2009   | 2     | 3:05  | Париж, Франция          |                                                                    |
| Поражение | 8-2-1  | Лусиу Линарес                 | TKO (удары руками)                 | M-1 Challenge 10: Finland                  | 26 ноября 2008   | 1     | 4:52  | Хельсинки, Финляндия    |                                                                    |
| Победа    | 8-1-1  | Мин Сук Хё                    | Раздельное решение                 | M-1 Challenge 8: USA                       | 29 октября 2008  | 3     | 5:00  | Канзас-Сити, США        |                                                                    |
| Победа    | 7-1-1  | Майк Долке                    | TKO (ногой в корпус)               | M-1 Challenge 5: Japan                     | 17 июля 2008     | 2     | 0:41  | Токио, Япония           |                                                                    |
| Победа    | 6-1-1  | Дмитрий Самойлов              | KO (ногой в голову)                | M-1: Slamm                                 | 2 марта 2008     | 1     | 0:18  | Флеволанд, Нидерланды   |                                                                    |
| Поражение | 5-1-1  | Арман Гамбарян                | Единогласное решение               | M-1 MFC: Battle on the Neva                | 21 июля 2007     | 3     | 5:00  | Санкт-Петербург, Россия |                                                                    |
| Победа    | 5-0-1  | Марк О’Тул                    | Сдача (удушение сзади)             | CWFC: Enter The Rough House 2              | 28 апреля 2007   | 1     | 2:38  | Ноттингем, Англия       |                                                                    |
| Победа    | 4-0-1  | Александр Яковлев             | Сдача (рычаг локтя)                | M-1 MFC: International Mix Fight           | 17 марта 2007    | 1     | 1:44  | Санкт-Петербург, Россия |                                                                    |
| Победа    | 3-0-1  | Брайан Молани                 | Сдача                              | Kickboxing Gala Free-Fight                 | 15 октября 2006  | 1     | N/A   | Бевервейк, Нидерланды   |                                                                    |
| Победа    | 2-0-1  | Ли Чедуик                     | Сдача (удушение сзади)             | CWFC: Showdown                             | 16 сентября 2006 | 1     | 0:31  | Шеффилд, Англия         |                                                                    |
| Победа    | 1-0-1  | Колин Макки                   | Сдача (треугольник)                | 2H2H: Road to Japan                        | 18 июня 2006     | 1     | 0:35  | Амстердам, Нидерланды   |                                                                    |
| Ничья     | 0-0-1  | Марселлу Саласар              | Ничья                              | Championnat D’Europe                       | 6 мая 2006       | 2     | N/A   | Женева, Швейцария       |                                                                    |